# Le Frère de Bart
Le Frère de Bart (France) ou Des roses blanches pour mon frère jaune (Québec) (O Brother, Where Bart Thou?) est le 8e épisode de la saison 21 de la série télévisée d'animation Les Simpson.

## Synopsis
Par un jour enneigé, Lisa informe Bart que Maggie et elle partagent une sorte de lien, auquel il n'a pas accès parce qu'il n'a pas de frère. Jaloux que Lisa ait une personne du même sexe qu'elle et ayant été issue des mêmes parents, Bart demande à Homer s'il peut avoir un frère, ce que ce dernier refuse. Après avoir rêvé qu'il avait des frères aussi différents que géniaux, Bart décide d'en adopter un. Il est malheureusement mis à la porte du centre d'adoption en raison de son trop jeune âge, mais un petit garçon nommé Charlie le suit. Très vite, Bart et Charlie deviennent inséparables. Partageant le même caractère facétieux, ils passent le plus clair de leur temps à faire les quatre cents coups (jouer dans le magasin d'Apu, sonner chez Skinner et le bombarder de boules de neige, explorer les bois enneigés et faire un bonhomme de neige avec les vêtements de Barney, ivre-mort dans la neige).
Mais Bart va se rendre compte qu'être un grand frère entraine beaucoup de responsabilités.

## Audience américaine
L'épisode a attiré lors de sa première diffusion 8,39 millions de téléspectateurs.